# VNLex
Het VNLex is het vertalerslexicon voor het Nederlandstalig gebied en is een open access database met als doel vertalers zichtbaarder te maken door middel van een artikel dat bestaat uit een biografie, portret en een bibliografie.
Vooralsnog worden alleen reeds overleden vertalers uit het Nederlandstalige gebied, of vertalers met een al afgerond oeuvre, gepresenteerd. Ook publiceert het platform thematische artikelen en artikelen over vertaalprijzen.
Het lexicon maakt deel uit van een Europees netwerk van vertalerslexica.

## Achtergrond
Het Vertalerslexicon is ontwikkeld op basis van het Zweedse lexicon, het Germersheimers lexicon en het Noorse lexicon, en wordt gehost door de Universiteitsbibliotheek Groningen. De initiatiefnemer van VNLex is Petra Broomans, destijds universitair hoofddocent Europese Talen en Culturen.
De huidige redactie (sinds 2018) bestaat uit Petra Broomans, Elise Bijl, Ingeborg Kroon, Caroline Meijer en Mathijs Sanders.